# Papamosques cua-rogenc
El papamosques cua-rogenc (Ficedula ruficauda) és una espècie d'ocell de la família dels muscicàpids (Muscicapidae) pròpia del subcontinent indi i de l'Àsia central. El seu hàbitat natural són els boscos tropicals i subtropicals de frondoses humits i els boscos temperats. El seu estat de conservació es considera de risc mínim.

## Taxonomia
Anteriorment estava classificat en el gènere Muscicapa, però en un estudi genètic d'aquest gènere i els gèneres propers (tribu Muscicapini) es va descobrir que el papamosques cua-rogenc era una espècie basal respecte a altres Muscicapini, i es va proposar situar l'espècie en un gènere monotípic, Ripleyia. Quan es va descobrir que aquest nom ja estava ocupat es va substituir per Ripleyornis. Un altre estudi filogenètic posterior, que va incloure els gèneres Ficedula i Muscicapa va demostrar que aquest papamosques formava part d'un clade que contenia a tots els membres de Ficedula.